# Anne-Birgitte Albrectsen
Anne-Birgitte Albrectsen (født 18. juli 1967 i Vejle) er en dansk jurist og diplomat, der siden oktober 2022 har være Administrerende Direktør for ABA Global Action.
Fra 2015 til 2021 var hun CEO i den humanitære organisation Plan International Inc.
Anne-Birgitte Albrectsen er tidligere vice-eksekutivdirektør i FN's Befolkningsfond (UNFPA), en post, som FN's generalsekretær, Ban Ki-moon, udpegede hende til den 13. januar 2012.
Før stillingen i UNFPA var Albrectsen centerchef for Udenrigsministeriets Ressourcecenter.
Siden 1. januar 2008 har hun været Ridder af Dannebrog.